# Alessandro Paganessi
Alessandro Paganessi (* 31. Januar 1959 in Gazzaniga) ist ein ehemaliger italienischer Radrennfahrer. Seine sportliche Laufbahn begann 1977 mit dem Gewinn der Juniorenaustragung  der Internationalen Friedensfahrt. In späteren Jahren gelangen ihm Etappensiege bei mehreren bedeutenden europäischen Rennen – unter anderem sicherte er sich 1983 zwei Siege (Mannschaftszeitfahren und Einzeletappe) beim Giro d’Italia.
Neben seiner professionellen Karriere trat Paganessi auch zu Jedermannrennen an. So entschied er 1997 und 1998 zwei Austragungen der Maratona dles Dolomites hintereinander für sich.

## Erfolge
1977
- Gesamtwertung Course de la Paix Junior

1979
- Gesamtwertung Giro della Valle d’Aosta

1980
- Giro Internazionale del Valdarno
- Trofeo Matteotti–Marcialla
- Trofeo Santa Rita

1983
- zwei Etappen Schweden-Rundfahrt
- zwei Etappen Giro d’Italia
- Tre Valli Varesine

1985
- eine Etappe Tour de Romandie

1987
- eine Etappe Tour de Suisse

1988
- Italienischer Meister – Cross Country

1989
- Italienischer Meister – Cross Country

1997
- Maratona dles Dolomites

1998
- Maratona dles Dolomites